# Joaquim Leite (radialista)
Joaquim Antônio Rodrigues Leite (Caxambu-MG, 1939; Barra Mansa-RJ, 02 de outubro de 2016), mais conhecido por Joaquim Leite, foi um radialista brasileiro, conhecido por seus trabalhos em rádios da região sul fluminense, com destaque para a Rádio Sul Fluminense, onde ficou por 11 anos. Tinha como um de seus bordões mais conhecidos "Boa tarde, mas boa tarde mesmo!"

## Biografia
Curiosamente, a Rádio Sul Fluminense, onde ele trabalhava, fica localizada na mais tradicional avenida da cidade de Barra Mansa, que se chama "Avenida Joaquim Leite", o que levava algumas pessoas a imaginarem que era uma homenagem à sua pessoa. Por isso, vez ou outra, em seus programas, Joaquim Leite explicava que o nome desta avenida, não era em sua homenagem, mas sim ao comendador Joaquim Leite Ribeiro de Almeida.
Joaquim Leite faleceu no dia 02 de outubro de 2016, aos 77 anos, vitimado por um infarte.

## Carreira
Nascido em Caxambu, no Sul de Minas Gerais, Joaquim Leite começou sua carreira no rádio aos 14 anos, como operador de áudio da Rádio Sul Fluminense AM, de Barra Mansa-RJ. Depois, passou pela Rádio Cultura de São Paulo, e retornou para a região sul fluminense para trabalhar na Rádio Agulhas Negras, de Resende-RJ.
Na década de 1960, trabalhou em diversas rádios tradicionais da cidade do Rio de Janeiro, como Metropolitana FM, Rádio Carioca e Rádio Copacabana.
Em 65, foi para a Rádio Aparecida, onde protagonizou um dos momentos mais hilários de sua carreira: 
| “ | “Eu fazia um Programa chamado “A Juventude está com a palavra” que era ouvido em todo Brasil. A rádio tinha uma programação baseada nos rígidos princípios católicos da época e o programa tinha o patrocínio da cerveja Caracu. Naquela época havia o Amplex, uma câmara de eco que usávamos para dar um brilho maior a voz. Certo dia o operador mudou a rotação do Amplex e a voz passou a duplicar. Na hora que eu falei do patrocínio foi aquela confusão – CA RA CU CU CU CU CU. Não passou muito tempo e era tudo quanto é padre aparecendo no estúdio dizendo: - Filho! Você não podia ter falado isso! O Brasil inteiro está te ouvindo!” | ” |

Em 1970, retornou à Rádio Sul Fluminense AM, na qual apresentava um programa matinal que levava seu nome, e que tinha bons índices de audiência. A partir de 1981, passou a integrar a equipe da Rádio Sul Fluminense FM, popularmente conhecida por 96FM.
Além do rádio, Joaquim Leite também trabalhou na TV, sendo um dos primeiros apresentadores de telejornais da TV Sul Fluminense.

### Bordões
- "Boa tarde, mas boa tarde mesmo!"
- “Tudo certinho, tudo bonitinho dentro do vidrinho”.[5]